# H-dagurinn
H-dagurinn ("Dia H" em islandês) foi o dia 26 de maio de 1968, no qual a Islândia mudou o sentido de circulação viária da esquerda para a direita. A mudança propriamente dita ocorreu formalmente às seis horas da manhã.
O Alþingi (Parlamento da Islândia) fez a seguinte solicitação ao governo em 13 de maio de 1964: 
"Alþingi recomenda ao governo iniciar o quanto antes uma pesquisa sobre a melhor forma de se alterar o sentido de circulação para o lado direito das ruas".
A Comissão de Tráfego (Umferðarnefnd) foi designada para assumir a tarefa. O custo da mudança foi de 33 milhões de coroas islandesas por causa das modificações nos ônibus e de mais 12 milhões de coroas islandesas em função das mudanças na infraestrutura viária. Durante a noite anterior à mudança 1662 placas foram trocadas, perfazendo o número total de 5 727 placas trocadas.
O único caso relatado de acidente com pessoa ferida foi o de um menino numa bicicleta que quebrou a perna.